# ノンアルコール飲料
ノンアルコール飲料（ノンアルコールいんりょう）とは、
1. アルコール分が低いアルコールテイスト飲料。
2. 上記を含み、アルコール飲料以外の飲料（アルコール飲料の基準は後述の通り、国や地域で異なる。）。

## 定義
「ノンアルコール飲料」と言っても、アメリカでは0.5%まで、日本では1%まで、EUでは1.2%まで（イギリスは0.05%まで）のアルコール分が法的には認められている。よって甘酒なども法的には酒類に該当しない「ノンアルコール飲料」で、未成年者でも飲むことができる。しかし普通は「ノンアルコール飲料」と言うとアルコール分が0.05%以下の飲料を指し、アルコール分が0.05%以上1.00%以下の場合は「低アルコール飲料（Low-alcohol beverage）」と呼ばれる。
「Alc. 0.00%」と明記している場合、普通は「アルコールが0.05%以下」どころか限りなく0.00%に近づくように細心の注意が払われており、どれだけ飲んでも酔うことは無いが、プラシーボ効果でお酒を飲んだ時と同じように開放的な気分になることがある。
通常のアルコール製法と比較して、アルコールの生成を抑える発酵方法を取るためそれによって味や風味が変化することもあり、元のアルコール飲料製品のものと同じような味・風味に近づける試行錯誤が行われている。

## 各国の状況

### 日本
酒類販売業免許が不要で、20歳未満への販売、提供と20歳未満の購入や飲用も、二十歳未満ノ者ノ飲酒ノ禁止ニ関スル法律上では問題はないが、あくまでも20歳以上が飲用することを念頭に開発されており、20歳未満の飲酒を助長する恐れがあるなど、混乱やトラブルを招きかねないため、20歳未満への販売は推奨されておらず、大手チェーン店を中心に、自主規制として販売を自粛する店舗もある。また、同様の理由で20歳未満が購入しにくいように酒類の売り場に陳列する場合も多い。なお、一部の大手コンビニエンスストアチェーンでは、ノンアルコール飲料の購入時に、酒やたばこと同様に、レジにて年齢確認ボタンを押す必要がある。
ビールやワイン、酎ハイなど、現存しているアルコール飲料のアルコール分を極端に少なくする、もしくは0%にした飲み物であり、ノンアルコールビールでは、1%未満のものをいう。
2003年の道路交通法改正により、飲酒運転への罰則が強化されたことに伴ってノンアルコール飲料の需要が高まったため、大手酒造メーカー各社が一斉にノンアルコール飲料に参入したが、法的にはアルコールが1%未満であれば「ノンアルコール飲料」を名乗れるため、実際は多量のアルコールが含まれていた。例えば2003年に発売された『モルトスカッシュ』（キリン）にはアルコールが0.5%、『アサヒポイントワン』（アサヒ）には0.1%のアルコールが含まれており、お酒に弱い体質の場合や大量に飲んだ場合は酔うことがあり、飲酒運転として捕まる可能性があった。また、未成年者やお酒に弱い人、妊婦の飲用は十分注意する必要があり、定着しなかった。
2007年の道路交通法改正で、飲酒運転への罰則がさらに強化されたため、2009年4月にキリンは『モルトスカッシュ』に代わってアルコールが0.00%である日本初のノンアルコールビールである『キリンフリー』を発売。この大ヒットを受け、アサヒが『アサヒポイントワン』に代わって『アサヒポイントゼロ』を発売するなど、各社が続々とアルコール0.00%飲料に参入した。

### ドイツ
ドイツ連邦政府統計局が発表した2013年のドイツ国内醸造所でのビール生産量は9460万ヘクトリットルと減少が続いており、消費者の嗜好がノンアルコール飲料などに移行していることが要因とされている。

### サウジアラビア
サウジアラビアでは宗教上の理由からアルコールの輸入や流通が禁じられており、ノンアルコールビールはビールの代用品というよりは他の清涼飲料水と同じように消費されている。
サウジアラビアのノンアルコールビール（あるいは麦芽飲料）は、米国のバドワイザー、ドイツのホルステン、オランダのババリアビールなどの輸入品が流通しているほか日本製のものも流通している。

## 種類
- ノンアルコールビール（ビールテイスト飲料）
- ノンアルコールワイン
- ノンアルコールスパークリングワイン
- ノンアルコールカクテル
- ノンアルコール酎ハイ（酎ハイテイスト飲料）
- ノンアルコール日本酒
- ノンアルコール焼酎（焼酎テイスト飲料）
- 甘酒
- シャンメリー
- ノンアルコール梅酒